# 旧木原家住宅
旧木原家住宅（きゅうきはらけじゅうたく）は広島県東広島市高屋町白市にある古民家。木原家は西条盆地の東方の白市に居住し、江戸時代初期から酒造業や塩田業を営み、安芸国有数の商家として栄えた。

## 概要
江戸時代初期の町屋で、正面右側に入口と土間、左側には店と座敷、裏には居住空間が設けられており、土間が表と裏をつないでいる。土間の柱は、屋根を直接支える四天柱式構法と呼ばれるもので、この時期以降は見られない。また、入り口には大戸が付けられ、店の表側には格子戸が入れられている。西国で最も古い町家の1つである。
1966年6月11日、重要文化財に指定された。

## 利用情報
- 開館時間 : 9:00 - 17:00
- 休館日 : 月曜日、12月28日 - 1月5日
- 入館料 : 一般150円、18歳以下無料

## 交通
- JR白市駅より北西へ約1.5 ㎞（徒歩約30分、タクシー約5分）